# Se, jie
Se, jie, ook bekend onder de titel Lust, Caution, is een film uit 2007 van de filmregisseur Ang Lee. De film gaat over een Chinese verzetsstrijdster die tijdens de Tweede Wereldoorlog een seksuele relatie met een collaborateur aangaat om zo de weg vrij te maken voor een aanslag op diens leven.
De film ging in première op het filmfestival van Venetië, en won daar een Gouden Leeuw. De film is gebaseerd op het boek Se Jie van Eileen Chang, dat losjes is gebaseerd op ware gebeurtenissen.

## Verhaal
In een café in bezet Shanghai anno 1942 pleegt een jonge vrouw, Mevr. Mak, een telefoontje met iemand die ze als 'broer' aanspreekt. Dit telefoontje bevatte waarschijnlijk codewoorden, want hierop komt een verzetsgroep in actie. Hierop volgt een flash-back.

### Hongkong, 1938
Wong Chia Chi is in China achtergebleven nadat haar vader naar het Verenigd Koninkrijk vertrok om te hertrouwen. De oorlog breekt uit en Wong Chia Chi vertrekt van Shanghai naar Hongkong om daar aan de Lingnan Universiteit te studeren. De verlegen studente sluit zich aan bij een studententoneelgroep, geleid door de vurig nationalistische Kuang. Ze spelen in het onder Britse soevereiniteit staande Hongkong opruiende nationalistische toneelstukken waarmee ze geld ophalen voor de nationalistische zaak. Maar dit gaat Kuang niet ver genoeg. Hij heeft ontdekt dat een zekere meneer Yee in Hongkong is. Yee is recruiter en agent voor Wang Jingwei, die een marionettenregering van collaborateurs aan het samenstellen is. De studenten besluiten Yee te vermoorden, en willen dit doen door de knappe Chia Chi als lokaas in te zetten. Als ze eenmaal een hecht contact heeft opgebouwd hoopt de groep dat ze Yee naar een locatie kan lokken waar hij te grazen kan worden genomen.
Chia Chi neemt hierop het alias van mevrouw Mak aan. Met hulp van de rijke vader van een van de studenten wordt een ruim appartement gehuurd, en worden mooie kleren gekocht zodat Chia Chi zich kan voordoen als 'mevrouw Mak'. Ze weet contact te leggen met mevrouw Yee, en via haar met haar man. Die blijkt niet ongevoelig voor haar charmes, en neemt haar op een gegeven moment alleen mee uit eten. Als Yee haar thuisbrengt probeert ze hem te verleiden, maar hij is voorzichtig en gaat niet naar binnen. Dit redt zijn leven, want de groep staat hem al op te wachten. Yee blijkt sowieso niet van gisteren: hij mijdt donkere plaatsen als bioscopen, omringt zich met lijfwachten die uit zijn eigen dorp komen, en komt slechts in restaurants als hij en zijn gezelschap alleen zijn. Wel beseft Chia Chi dat ze beet heeft: vroeger of later zal hij met haar naar bed willen, en dan heeft de groep wellicht betere kansen.
Er is alleen een klein probleempje: Chia Chi is nog maagd, en als Yee dit ontdekt terwijl ze voor een getrouwde vrouw doorgaat, zal hij haar waarschijnlijk doorzien. Daarom moet ze 'oefenen' met Liang Junsheng, de enige uit de groep die het al een keer gedaan heeft. Na enige dagen echter belt mevrouw Yee haar echter op dat meneer Yee plotseling naar Shanghai terug moet. Er is geen tijd meer om gedag te zeggen en verslagen zegt de groep de huur op en begint in te pakken: het is voor niks geweest. Dan krijgt de groep plotseling bezoek van Cao, de chauffeur en lijfwacht van Yee, die lont heeft geroken. De groep ziet geen keuze en doodt hem, waarna iedereen wegvlucht. Chia Chi gaat weer bij haar familie in Shanghai wonen.

### Shanghai, 1942
Chia Chi wordt opnieuw benaderd door Kuang, die inmiddels een agent is voor de Guomindang. De Guomindang probeert de collaborerende tegenregering van Wang Jingwei ('Japans-China') omver te werpen. Meneer Yee heeft inmiddels promotie gemaakt en is hoofd van diens geheime dienst. De Guomindang zou de collaborateursregering een grote klap kunnen toebrengen door hem uit de weg te ruimen. Bovendien kleeft aan zijn handen inmiddels het bloed van vele verzetsstrijders. Kuang probeert Chia Chi over te halen om alsnog de draad van hun oude plan op te pakken. Zij zal opnieuw mevrouw Mak moeten worden om zo in contact met Yee te treden, om hem uiteindelijk naar een plaats te lokken waar het verzet hem kan ombrengen. Het wordt nu wel een stuk professioneler aangepakt, en dat is ook wel nodig. Yee laat zich nog beter beveiligen en zegt nooit van tevoren waar hij naartoe gaat, zelfs niet tegen familie en bedienden.
Deze keer valt Yee snel voor Chia Chi's charmes, en hij regelt een ontmoeting in een hotelkamer. Daar blijkt Yee een uitermate hardhandige minnaar, die haar vastbindt en slaat. Na een tijdje verandert dit en krijgen ze een zeer bijzondere seksuele relatie, waarbij Chia Chi's gevoelens strijden met haar trouw aan haar vaderland. Ze verafschuwt echter zijn verhalen over zijn werk waarbij hij tot in details vertelt over de martelingen van verzetsstrijders, en ze haat de onbeschofte Japanners met wie hij omgaat. Ze verzoekt de verzetsstrijders dan ook haast te maken.
Dan overhandigt Yee Chia Chi een kaartje dat ze aan een zekere Khalid Said ud-Din moet overhandigen. Hij blijkt een juwelier, en het blijkt dat Yee een enorme diamant voor Chia Chi heeft gekocht. De juwelier meet haar vinger en zegt dat hij de steen gaat zetten. Dit is de kans waar de groep op wachtte. Als ze Yee naar de juwelierszaak kan krijgen om met haar de ring op te halen, kan de groep hem doodschieten. Nu landt de film aan op het punt waar het begon: met het telefoontje van Chia Chi dat de groep aanzet tot actie. Chia Chi en Yee gaan de zaak binnen en Chia Chi ziet de strijders al wachten. Wanneer ze de ring ziet beseft ze hoeveel Yee van haar moet houden, en ze zegt tegen hem dat hij moet vluchten. Yee sprint naar zijn auto en de chauffeur rijdt weg. De aanslag is mislukt, en de hele groep, inclusief Chia Chi, wordt opgepakt.
Die avond krijgt Yee bezoek van zijn assistent, die aangeeft te hebben geweten dat Chia Chi een agente van het verzet is. Hij had dit aan Yee verzwegen vanwege diens relatie met haar, en omdat hij hoopte de leiders van de cel op te pakken. Yee geeft opdracht de groep weg te brengen en voor 10 uur in de oude steengroeve te fusilleren. Hij zit nog peinzend en verward op mevrouw Maks lege bed in de logeerkamer, als zijn vrouw hem vraagt waar hun gast naartoe is. Yee zegt dat mevrouw Mak ineens terug moest naar Hongkong, en beveelt zijn vrouw het onderwerp niet meer te berde te brengen. Terwijl hij achterblijft in de donkere kamer slaat de klok buiten tien uur...

## Rolverdeling
- Tang Wei als Wong Chia Chi/mevr. Mak (王佳芝／麥太太)
- Tony Leung Chiu-Wai als meneer Yee (易先生)
- Leehom Wang als Kuang Yumin (鄺裕民)
- Joan Chen als Mevr. Yee (易太太)
- Tou Chung-Hua (庹宗華) als Wu
- Chin Kar Lok als Assistent Officier Tsao
- Chu Chih-Ying (朱芷瑩) als Lai Shu Jin (賴秀金)
- Kao Ying-hsien (高英軒) als Huang Lei (黃磊)
- Ko Yue-Lin (柯宇綸) als Liang Junsheng (梁潤生)
- Johnson Yuen (阮德鏘) als Auyang Ling Wen/meneer Mak (歐陽靈文／麥先生)
- Fan Kuang-Yao (樊光耀) als secretaris Chang
- Anupam Kher als Khalid Said ud-Din
- Shyam Pathak als verkoper
- Akiko Takeshita als Japanse eethuisbeheerster
- Hayato Fujiki als kolonel Sato van het Japanse leger

## Censuur en ratings
De film heeft in de Nederlandse Kijkwijzer een rating van 16 en ouder vanwege de expliciete seksuele scènes. Bovendien bevat de film een expliciet gewelddadige scène, namelijk de dood van Cao. Ook in andere landen werd de film om deze redenen voor jongere kijkers niet geschikt gevonden. Ang Lee vond ze echter cruciaal voor de plot. De tien minuten aan seks kostte in totaal 100 filmuren.
Om de film in de Volksrepubliek China uit te kunnen brengen heeft Ang Lee er een aantal stukken uit laten knippen en bewerken:
- De scène waarin Chia Chi voorbij gestorven mensen loopt die in een kar worden geladen is weggeknipt;
- De dood van Cao, waarbij hij meerdere malen wordt gestoken waarna Kuang diens nek breekt, is beperkt tot 1 messteek;
- Twee seksscènes en twee naaktbeelden van Chia Chi zijn weggeknipt;
- Bij de juwelier wordt de dialoog tussen Chia Chi en Yee aangepast zodat ze het verzet niet verraadt.

## Prijzen en nominaties
Se, jie won in totaal 15 prijzen, en werd voor nog eens 24 andere genomineerd. De gewonnen prijzen zijn:
- De Asian Film Award voor beste acteur (Tony Leung Chiu Wai)
- Negen Golden Horse Awards, onder andere die voor beste acteur, regie, film en muziek
- De Guldbagge Award voor beste buitenlandse film
- De Hong Kong Film Award voor beste Aziatische film
- Twee Gouden Leeuwen op het Filmfestival van Venetië
- De Satellite Award voor beste buitenlandse film.